# William de Leyburn, 1. Baron Leyburn

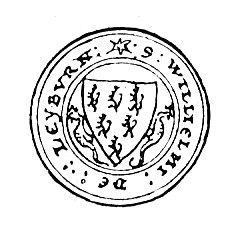
Siegel von William de Leyburn

William de Leyburn, 1. Baron Leyburn (auch William of Leyburne oder Leybourne) († 1310) war ein englischer Adliger und Militär. Er gilt als erster englischer Admiral.

## Leben
William war der älteste Sohn von Roger of Leybourne aus dessen ersten Ehe. Die Identität seiner Mutter ist unbekannt, sie starb vor 1264. Während des Zweiten Kriegs der Barone unterstützte er seinen Vater, der ab 1263 ein entschiedener Unterstützer des Königs war. 1266 ernannte ihn sein Vater zum Kommandanten von Sandwich, dazu nahm er an der Belagerung von Winchelsea teil. Sein Vater übertrug ihm bereits vor seinem Tod 1271 seine Besitzungen, deren Schwerpunkt in Südostengland, vor allem in Kent lag. 1275 war er in einem Rechtsstreit mit einem jüdischen Geldverleiher verwickelt, da er einen Schuldschein seines Vaters über £ 800 als Fälschung bezeichnete. 1278 musste er Leeds Castle, den Hauptsitz seines Vaters, für 500 Mark an Königin Eleonore verkaufen, die dazu seine beträchtlichen Schulden bei jüdischen Geldverleihern und die Schulden seines Vaters gegenüber der Krone übernahm. Sein Wohnsitz wurde Preston Manor bei Wingham in Kent, das er durch seine Heirat erworben hatte. 1280 unternahm er eine Pilgerreise nach Santiago de Compostela. Als Ritter des königlichen Haushalts nahm er an der Eroberung von Wales durch König Eduard I. teil und diente von 1284 bis mindestens 1288 als Constable von Criccieth Castle. Mehrmals reiste er im Auftrag des Königs nach Frankreich, unter anderem begleitete er 1294 als Kapitän der königlichen Seeleute Eleonore, eine Tochter von Eduard, als diese zu ihrem neuen Ehemann Graf Heinrich III. von Bar reiste. 1294 wurde er Verwalter von Pevensey Castle. 1295 wurde er mit dem Titel Admiral der königlichen Flotte, bezeichnet, damit gilt er als erster Engländer, dem dieses Amt verliehen wurde. Durch writ of summons wurde er 1299 als Baron Leyburn in das Parlament berufen. Während des ersten schottischen Unabhängigkeitskriegs nahm er 1300 an der Belagerung von Caerlaverock Castle sowie an weiteren Feldzügen teil. Dafür wurden ihm 1307 seine Schulden gegenüber der Krone erlassen.

## Familie und Nachkommen
Leyburn war mit Juliana († um 1327) verheiratet, einer Tochter von Henry de Sandwich, Lord Warden of the Cinque Ports, und Erbin ihres Großvaters Simon of Sandwich. Mit ihr hatte er mehrere Kinder, darunter mindestens zwei Söhne und zwei Töchter:
- Thomas († 1307) ⚭ Alice de Tosny
- Henry († nach 1329)
- Idonea ⚭ Geoffrey de Say, 1. Baron Say
- Katherine

Er übertrug vor 1307 seinem ältesten Sohn Thomas sein Gut von Leybourne in Kent, dieser starb jedoch bereits 1307. Sein jüngerer Sohn Henry nahm 1322 auf der Seite des Earl of Lancaster an der Schlacht bei Boroughbridge teil. Er geriet in Gefangenschaft und wurde geächtet. Da Williams ältester Sohn Thomas bereits vor ihm gestorben war, wurde dessen Tochter Juliana Leybourne seine Erbin.